# 応其寺
応其寺（應其寺、おうごじ）は、和歌山県橋本市橋本にある高野山真言宗の寺院。山号を中興山、本尊は救世観世音菩薩、開基は同地を開発した僧侶、木食応其である。

## 歴史
紀伊続風土記二によれば、橋本町は応其が秀吉から古佐田村の一部を免許地として与えられ、開いたのが始まりとされている。また、興山上人橋本開基縁起によれば、天正15年（1587年）紀の川に長さ130間の橋を架け、これが「橋本」の地名の由来となったという。その中心にあったのが応其寺で、その前身は惣福寺であったといわれている。寺宝として、豊臣秀吉から送られた唐子織袈裟や応其書状等の古文書・古記録類を所蔵している。本尊である救世観音の脇侍として安置される応其上人像は、天正18年（1590年）に町民らが寄進したものである。
応其寺は橋本町の火災により、何度か火災にあっている。現在の本堂は三間堂で、宝永4年（1707年）の応其上人100回忌に合わせて本堂再建の動きが確認でき、おそらくそのころに建立されたものと考えられる。また、現在の表門は四脚門で、棟札から応其上人250回忌にあたる安政4年（1857年）に建立されたことがわかる。

## 交通
- JR和歌山線・南海電鉄高野線　橋本駅下車 徒歩5分